# Cuarenta (película)
Cuarenta es una película dramática colombiana de 2011 dirigida y escrita por Carlos Fernández de Soto y protagonizada por Blas Jaramillo, Nicolás Montero, Andel Quintero, Patricia Tamayo y Ricardo Leguizamón. Blas Jaramillo, protagonista de la cinta, falleció a causa de una peritonitis en agosto de 2007, por lo que la película fue estrenada de manera póstuma.

## Sinopsis
Gus, un tipo normal, decide abandonar la ciudad, su trabajo y sus amigos para irse a vivir solo a la casa de la montaña donde vivieron sus padres. Se va acompañado de sus dos mejores amigos, con quienes compartió la infancia y planeó su futuro.

## Reparto
- Blas Jaramillo
- Nicolás Montero
- Andel Quintero
- Patricia Tamayo
- Ricardo Leguizamón